# Caxias do Sul
Caxias do Sul és una ciutat brasilera de l'estat de Rio Grande do Sul. Amb 419 852 habitants (estadístiques de 2007), és el segon pol de metal·lúrgia i mecànica del país i un dels més grans d'Amèrica Llatina. Terra de vi i raïm, compte amb diverses vinícolas, pel que cada dos anys es commemora la Festa del Raïm, una de les majors de la regió.
Caxias do Sul va ser fundada el 20 de juny de 1890 per immigrants italians i majoritàriament per vènets. Encara avui, més del 80% de la població és d'origen vènet i la seva llengua anomenada talian és parlada per molts dels habitants, i el govern brasiler ha anunciat que serà inclosa al registre de béns materials immaterials del patrimoni cultural del Brasil.
Va rebre el seu nom en homenatge a Luís Alves de Lima e Silva, duc de Caxias i antic governador de Rio Grande do Sul.

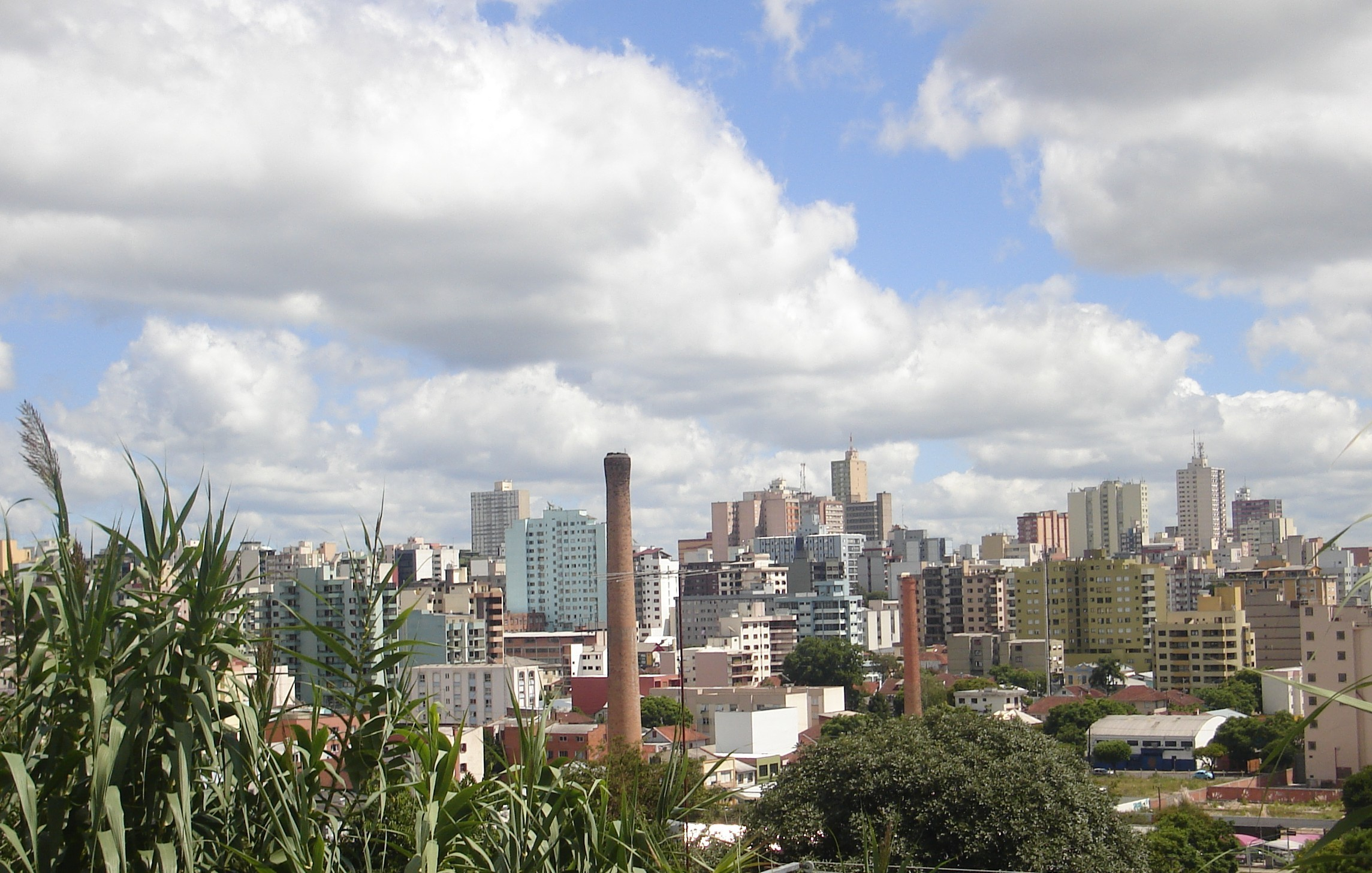
La ciutat de Caxias do Sul.

## Història

### Orígens i colonització

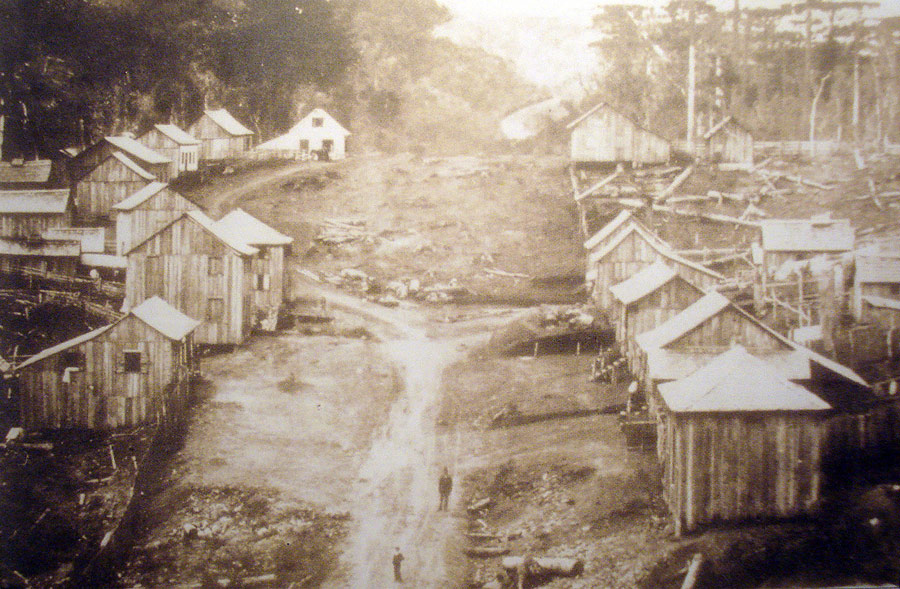
Caxias do Sul, al voltant del 1876

Abans de l'arribada d'immigrants italians en el segle XIX, la regió va ser habitada pels indígenes caingang. D'aquí ve el seu antic nom: Camp dels indis. També hi van passar traginers que viatjaven entre el sud de l'estat i el centre del país. En la regió, els jesuïtes van intentar fundar algunes missions, però sense èxit. En la segona meitat del segle XIX, a causa de la guerra de la unificació italiana, aquest país europeu estava en greus problemes socials i econòmics i els agricultors ja no podien guanyar-se la vida. En aquest moment, el govern imperioal del Brasil va decidir dur a terme la colonització de zones deshabitades del sud, fomentant l'arribada d'immigrants procedents d'ITàlia, després de l'èxit d'una iniciativa similar amb la població alemanya. La zona elegida llavors es coneixia com Fundos de Nova Palmira, regió formada per terrenys erms, delimitada per Campos de Cima da Serra al nord i la regió de valls al sud, de colonització alemanya. L'any 1875 van arribar els primers colons, majoritàriament de la regió del Vèneto, després d'enfrontar-se a la penosa travessa de l'Oceà Atlàntic, que va durar aproximadament un mes en barcos amuntegats on les malalties i les males condicions en general eren freqüents. Inicialment, els immigrants es van quedar a Rio de Janeiro, on van romandre en quarantena en la denominada "Casa dels Immigrants". Van embarcar a un tren a vapor fins al sud, arribant a Porto Alegre, on els van dur a l'antic port de Guimarães, la que avui en dia és la ciutat de São Sebastião do Caí. Llavors van pujar la serra, travessant una regió que era en gran manera silvestre, fins a arribar a la seva destinació: el territori que avui es coneix com Nova Milà en el municipi de Farroupilha. A partir d'aquí, es van traslladar des de 1876 a l'anomenada Seu Dante, local actual de Caxias do Sul, el centre administratiu de la colònia. A continuació, van ser distribuïts en les zones rurals que els assignava el govern. Un any més tard, ja hi eren en el lloc al voltant de 2000 colons. L'11 d'abril de 1877, el nom oficial del lloc va passar a ser Colonia de Caxias, en honor al Duc de Caxias.

## Demografia
El municipi és un pol d'atracció migratòria a la regió, i té el 40% de la població de l'Aglomeració Urbana del Nord-est de Rio Grande do Sul (AUNe), amb taxes de creixement d'entre el 25 i el 30% per dècada. L'AUNe està composta pels municipis de Bento Gonçalves, Carlos Barbosa, Caxias do Sul, Farroupilha, Flores da Cunha, Garibaldi, Monte Belo do Sur, Nova Pàdua, Santa Tereza i São Marcos. Formant un aglomerat que l'any 2010 tenia una població de 716.421 habitants.
L'any 2009, la població total del municipi era de 413.890 habitants, amb una densitat de població de 251,8 hab/km². L'esperança de vida en néixer l'any 2000 era de 74,11 anys, la taxa de mortalitat infantil al 2007 era de 9,04 per cada mil nascuts vius. L'any 2000, la taxa d'urbanització era del 92,5%. Un 25,18% de la població era menor de 15 anys, el 69,16% tenia entre 15 i 64 anys, i la resta estava per sobre dels 65 anys. El 97,9% tenien accés a una refrigerador, el 97,3% a televisió, el 59,9% a telèfon i el 17,7% a un ordinador. L'índex de desenvolupament humà era de 0,857, fent que la ciutat ocupés la 12a posició entre els municipis brasilers i la 4a posició a nivell estatal.
A partir de l'octubre del 2017, una llei va confirmar el dialecte vèneto-italià talian com a idioma cooficial del municipi.

## Economia
El PIB municipal està estimat en uns 9.8 bilions de reals brasilers, prop de 4.9 bilions de dòlars estatunidencs. El sector agropecuari representa únicament l'1.70% del Real brasiler, l'indústria té el 40.79% i el serveis representen el 57.51%. L'any 2007 hi havia 30.068 empreses de totes les categories econòmiques en actiu. L'any 2005, la ciutat tenia una població econòmicament activa de prop de 150.000 traballadors, però d'aquests només un 55% estaven en el mercat formalment.
L'any 2005, la ciutat va obtenir per sisè any consecutiu el major índex de desenvolupament socioeconòmic de l'estat, amb un índex de 0.844. En els últims anys l'economia del municipi ve demostrant un molt bon funcionament, entre el gener i el juliol del 2010, es van crear 10.779 nous llocs de treball, un rècord nacional.